# Day-In Day-Out
Singles de David Bowie
When the Wind Blows
(octobre 1986) Time Will Crawl
(juin 1987)
Day-In Day-Out est une chanson de David Bowie parue en 1987 sur l'album Never Let Me Down.
Premier single tiré de l'album, elle se classe no 17 des ventes au Royaume-Uni.

## Musiciens
- David Bowie : chant
- Carlos Alomar : guitare
- Sid McGinnis : guitare
- Erdal Kizilcay : basse, batterie, claviers
- Robin Clark, Diva Gray, Loni Groves : chœurs